# Battsengel
Le sum de Battsengel (mongol : ᠪᠠᠲᠤᠴᠡᠩᠭᠡᠯ
ᠰᠤᠮᠤ, VPMC : batuchenggel sumu, cyrillique : Батцэнгэл сум, MNS : Battsengel sum) est situé sur l'aïmag d'Arkhangai, au Centre ouest de la Mongolie.